# Union nationale pour l'indépendance
 (août 2024).
Si vous disposez d'ouvrages ou d'articles de référence ou si vous connaissez des sites web de qualité traitant du thème abordé ici, merci de compléter l'article en donnant les références utiles à sa vérifiabilité et en les liant à la section « Notes et références ».
L'Union nationale pour l'indépendance (UNI) est une coalition électorale et politique française indépendantiste de Nouvelle-Calédonie, aujourd'hui formée par le Parti de libération kanak (Palika) et l'Union progressiste en Mélanésie (UPM).

## Historique
À l'origine, l'UNI était le nom donné aux listes dissidentes formées par le Palika aux élections provinciales de 1995 et 1999 pour contrer les listes officielles du FLNKS dominées par l'Union calédonienne dans les Provinces Nord et Îles Loyauté.
En 1999 dans le Nord, le FLNKS était alors totalement divisée puisque ses trois composantes principales avaient formé une liste : une portant le nom de FLNKS Nord pour l'Union calédonienne menée par Bernard Lepeu, une pour le Palika sous le sigle UNI menée par Paul Néaoutyine et une pour l'UPM menée par André Gopea. C'est la liste UNI qui est alors arrivée en tête avec 8 élus sur 22, contre 6 à l'Union calédonienne, 4 aux indépendantistes dissidents de la FCCI et 4 aux anti-indépendantistes du RPCR, et Paul Néaoutyine a pu alors être élu président de l'Assemblée de la Province Nord.
Dans les Îles, la liste Palika, elle aussi appelée UNI, menée par Charles Washetine, le no 2 du parti, n'obtient que 2 sièges sur 14, à égalité avec la FCCI, le RPCR et le LKS, et arrive ainsi derrière les 6 sièges de la liste FLNKS Îles de l'Union calédonienne menée par Robert Xowie qui est élu président de l'Assemblée provinciale.
Toutefois au Congrès, Palika et Union calédonienne forment dans un premier temps un seul groupe FLNKS de 18 élus sur 54 qui présente une liste commune pour la composition du premier gouvernement de Nouvelle-Calédonie : y sont élus deux membres Union calédonienne (Rock Wamytan, alors président du FLNKS et de l'UC et Gérald Cortot), une du Palika (Déwé Gorodey) et un du RDO (Aukusitino Manuohalalo).
Seulement, dès lors, la vieille garde UC qui dirige le FLNKS (Rock Wamytan) commence à être critiquée au sein de son propre parti par une nouvelle génération montante (Pascal Naouna, Néko Hnepeune, Gilbert Tyuienon, Gérald Cortot) qui l'accusent de concéder trop de choses au Palika au sein du FLNKS et au RPCR au gouvernement. Finalement, ce mouvement contestataire aboutit à la création en 2000 d'un groupe distinct Union calédonienne au Congrès de la Nouvelle-Calédonie de 7 membres qui se retirent donc du groupe FLNKS qui prend alors le nom UNI-FLNKS. Fin 2001, Rock Wamytan est expulsé de la présidence de l'Union calédonienne par Pascal Naouna, l'un des chantres de la nouvelle ligne politique dure du parti, et du FLNKS qui n'a plus eu depuis lors de présidence unitaire.
Pour faire face à cette nouvelle tendance radicale de l'Union calédonienne, l'ensemble des autres composantes du FLNKS décident de se regrouper pour servir de contrepoids plus modéré à l'UC au sein du mouvement indépendantiste. Cette coalition reprend alors le nom Union nationale pour l'indépendance (UNI), avec pour président Paul Néaoutyine.
Le 8 juillet 2021, Louis Mapou, candidat du groupe UNI, est élu président du gouvernement de la Nouvelle-Calédonie.
Les tensions internes entre l'UNI et l'UC s'exacerbent suite aux émeutes de 2024, le Palika et l'UPM décidant de suspendre leur participation au FLNKS (dont ils étaient pourtant des composantes historiques et fondatrices) à partir du 43e congrès du FLNKS tenu à Koumac du 30 août au 1er septembre 2024. En effet, ils contestent les décisions prises lors de ce congrès, à savoir le fait d'avoir élu Christian Tein à la présidence unitaire du Front, la reconnaissance de la Cellule de coordination des actions de terrain (CCAT) de Tein - accusée par l'État, les non-indépendantistes et l'UNI d'être responsable des émeutes - comme composante à part entière et « outil de mobilisation » sur le terrain et l'intégration dans le Front de sept autres formations indépendantistes,.
L'accord de Bougival signé entre l'État, les non-indépendantistes et indépendantistes le 12 juillet 2025 pour la création d'un « État calédonien » sui generis dans la Constitution française, d'une nationalité calédonienne adossée à la nationalité française, un transfert de la compétence des relations internationales et une possibilité de transférer les autres compétences régaliennes progressivement à la majorité qualifiée, est largement soutenu par l'UNI alors qu'il est peu à peu rejeté par l'UC et ses alliés (pourtant eux-aussi signataires du texte),. Les signataires de l'accord de Bougival pour l'UNI sont Jean-Pierre Djaïwé, Adolphe Digoué, tous deux du Palika, et Victor Tutugoro de l'UPM.

## Composition
Elle comprend ou a comporté par le passé : 
- Le Parti de libération kanak (Palika) de Paul Néaoutyine et Charles Washetine : il domine largement l'UNI et constitue la plus importante force historique du FLNKS (jusqu'à son retrait des instances de ce Front en 2024) avec l'Union calédonienne (il s'agissait à l'origine de la branche la plus radicale du parti, elle s'est largement modérée dans le sens où elle appelle désormais à maintenir un dialogue constant avec les non-indépendantistes).
- L'Union progressiste en Mélanésie (UPM) de Victor Tutugoro (longtemps porte-parole du bureau politique du FLNKS) : troisième force du FLNKS en nombre de voix, mais loin derrière le Palika et l'Union calédonienne, il s'agit en règle générale d'un allié traditionnel du Palika qui a toujours eu tendance à être modéré et à se concentrer sur les revendications foncières.
- Le Rassemblement démocratique océanien (RDO) d'Aloïsio Sako (entre 2001 et 2009, puis divisé entre UNI et UC-FLNKS entre 2009 et 2014) : seul parti représentant les intérêts des communautés wallisiennes et futuniennes à être indépendantiste. Sa direction et sa tendance de Province Sud (majoritaire) n'est plus alliée à l'UNI mais à l'UC au sein d'un groupe commun FLNKS au Congrès depuis 2009, tandis que la seule élue du parti en Province Nord fait pour sa part toujours partie des partisans de Paul Néaoutyine jusqu'à ce qu'elle perde son siège à l'assemblée provinciale en 2014 (il n'y a depuis lors plus d'élu RDO dans le Nord).
- Unir et Construire dans le Renouveau (UC Renouveau) de Jacques Lalié (pendant quelques mois en 2009) : dissidence de l'Union calédonienne dans les Îles Loyauté, fondée en 2004, ce parti n'est pas reconnu comme une composante du FLNKS. Il a rejoint l'UNI en formant une liste commune avec le Palika dans les Îles Loyauté aux élections provinciales du 10 mai 2009. Après l'annulation de ce scrutin, cette alliance ne peut être reconduite pour l'élection partielle loyaltienne du 6 décembre 2009. L'UC Renouveau, auquel s'est rallié quelques dissidents du Palika, obtient deux élus sur 14 (dont 1, Jacques Lalié, également membre du Congrès) sous l'étiquette « Union pour le Renouveau », tandis que pour sa part la liste Palika menée par Charles Washetine n'obtient aucun élu. Au Congrès, Jacques Lalié quitte à partir de cette date le groupe UNI pour celui du FLNKS dominé par l'UC.

## Objectifs
Il s'agit plus d'une coalition électorale et politique qu'un véritable parti, ses lignes directrices sont simples :
- pousser en faveur de la reconstitution d'une direction commune du FLNKS.
- sans cesse maintenir le dialogue avec les représentants du gouvernement national et les anti-indépendantistes dans le cadre des Comités des signataires, l'UNI a ainsi participé aux célébrations et cérémonies ayant eu lieu durant la visite du président de la République Jacques Chirac en 2003 alors que l'Union calédonienne les a boycotté.
- participer aux scrutins nationaux, Wassissi Konyi a ainsi été présenté en 2002 dans la 1re circonscription et Paul Néaoutyine (arrivé alors au second tour) dans la 2e circonscription par l'UNI seule, l'Union calédonienne appelant à boycotter le scrutin.
- présenter des listes communes UNI aux élections municipales et provinciales (en 2004 : liste menée dans le Nord par Paul Néaoutyine qui est réélu président de la Province avec 11 sièges sur 22, dans les Îles Loyauté par le maire d'Ouvéa Boniface Ounou qui obtient 2 sièges sur 14, dans le Sud par le maire de Yaté Adolphe Digoué qui n'obtient aucun siège).
- constituer un groupe commun UNI au Congrès de la Nouvelle-Calédonie : 9 membres sur 54 dont 7 Palika, 1 RDO et 1 dissident de l'Union calédonienne fondateur de l'UC Renouveau de 2004 à 2009, cette logique est moins respectée à la suite des élections provinciales du 10 mai 2009. Si les listes UNI traditionnelles (Palika, RDO et UPM dans le Nord et Palika allié à l'UC Renouveau aux Îles Loyauté) sont reconduites et leurs membres forment un groupe commun de 8 membres sur 54 au Congrès de la Nouvelle-Calédonie (7 Palika et 1 UC Renouveau), les membres de ses composantes élus sur la liste unitaire du FLNKS dans le Sud (1 Palika et 1 RDO) rejoignent quant-à-eux le groupe « FLNKS » de 11 membres dominé par l'UC.